# Kašikare
Kašikare (Platalea), su rod velikih, dugonogih gacajućih ptica. Kašikare imaju globalnu distribuciju, i prusutne su na svim kontinentima, osim na Antarktika. Ime roda Platalea potiče od latinskog i znači „široko”, što se odnosi na karakteristični oblik kljuna. Prepoznato je šest vrsta, koje su iako obično smeštene u jednom rodu, ponekad podeljene u tri roda.
Sve kašikare imaju velike, ravne, kašikaste kljunove i hrane se probiranjem kroz plitku vodu, pomičući delimično otvoreni kljun sa jedne na drugu stranu. Onog trenutka kada bilo koje malo vodeno stvorenje dodirne unutrašnjost kljuna - insekt, rak ili sićušna riba - kljun se naglo zatvara. Kašikare uglavnom preferiraju neslanu vodu, mada su prisutne u oba okruženja. One na hranjenju provode veliki broj sati svakog dana.

## Taksonomija
Za njih se tradicionalno smatralo da formiraju jednu od dve podfamilije, Plataleinae, u porodici Threskiornithidae, koja takođe uključuje ibise (Threskiornithinae). Molekularne studije, uključujući i jednu studiju iz 2013, sugerisale su da oni formiraju kladu u porodici s nekoliko kosmopolitskih ibis rodova, odvojenih od druge klade ibisa iz Novog sveta.
Jedno istraživanje mitohondrijalne DNK kašikara iz 2010. godine otkrilo je da su ružičaste i žutokljune kašikare međusobno najsrodnije, a da su proistekle od ranih izdanaka od predaka ostale četiri vrste kašikara. Autori su smatrali da genetski dokazi znače da je podjednako validno da se svih šest klasifikuje unutar roda Platalea ili da se alternativno te dve grupe smeste u monotipske rodove Platibis i Ajaja, respektivno. Međutim, kako je tih šest vrsta bilo morfološki tako slično, njihovo smeštanje unutar jednog roda imalo je više smisla.

## Opis
Kašikare se najlakše raspoznaju od ibisa po obliku kljuna, koji je dugačak, ravan, i proširen na kraju. Nozdrve su smeštene u blizini osnove kljuna, tako da ptica može da diše dok je kljun uronjen u vodu. Oči su postavljene tako da omogućavaju kašikarama binokularni vid, mada su u potrazi za hranom, takođe važna i čula dodira. Poput ibisa, kašikare imaju gole segmente kože oko kljuna i očiju.

## Uzgoj
Kašikare su monogamne, ali, koliko je poznato, bar u toku date sezone. Većina vrsta se gnezdi na drveću ili trščanicima, često zajedno sa ibisima ili čapljama. Mužjak prikuplja materijal za gnežđenje - uglavnom pruće i trsku, ponekad uzet iz starog gnezda - ženka ga tka u veliku plitku posudu ili platformu koja varira po obliku i strukturnom integritetu u skladu sa vrstama.
Ženka polaže oko tri glatka, ovalna, bela jajeta i oba roditelja ih inkubiraju; pilići se izlegu jedan po jedan, a ne svi zajedno. Novoizleženi mladi su slepi i ne mogu se odmah strati o sebi; oba roditelja ih hrane delimičnim regurgitacijama. Kljunovi pilića su kratki i ravni, a dobijaju karakterističan oblik kašike dok odrastaju. Hranjenje se nastavlja još nekoliko nedelja nakon što porodica napusti gnezdo. Smatra se da je predacija glavni uzrok neuspešnog podizanja mladih, pre nego gladovanje.

## Vrste i distribucija
Šest vrsta kašikara je distribuirano širom većeg dela sveta.
| Vrste roda                  | Vrste roda | Vrste roda | Vrste roda |
| Narodna i binomijalna imena | Slika      | Opis | Opseg |
| --------------------------- | ---------- | --- | --- |
| Evroazijska kašikara ()     |            | Odrasli i mladunci su uglavnom beli s crnim spoljašnjim vrhovima krila i tamnim kljunovima i nogama. Gnezde se u trstenicima, obično bez drugih vrsta.                                                                           | Ovo je najrasprostranjenija vrsta, koja se javlja na severoistoku Afrike i velikom delu Evrope i Azije, sve do Japana. |
| Crnolika kašikara ()        |            | Brisko srodna sa evroazijskim kašikarama. | Prisutna je u Tajvanu, Kini, Koreji i Japanu. |
| Afrička kašikara ()         |            | Velika bela vrsta slična evroazijskoj kašikari, od koje se može razlikovati po ružičastom licu i obično bleđem kljunu. Njena hrana uključuje insekte i druga sitna stvorenja, a gnezdi se na drveću, u močvarama ili na stenama. | Gnezdi se u Africi i na Madagaskaru |
| Kraljevska kašikara ()      |            | Velika bela kašikara sa crnim licem. | Najčešće je prusutna na jugoistoku Australije, ali se redovno nalazi u manjim brojevima na drugim delovima kontinenta kada se formiraju privremene močvare; na Novom Zelandu, posebno na Južnom ostrvu, a ponekad kao manja lutajuća jata na Novoj Gvineji, u Indoneziji i na ostrvima Tihog okeana. |
| Žutokljuna kašikara ()      |            | Bela kašikara sa kljunom žute boje. | Jugoistočna Australija. |
| Ružičasta kašikara ()       |            | Odrasle ptice su velike sa ružičastim perjem. | Južna Amerika, Karibi, i jugoistočne Sjedinjene Države |

## Literatura
- Chesser, R.Terry; Yeung, Carol K.L.; Yao, Cheng-Te; Tians, Xiu-Hua; Li Shou-Hsien (2010). „Molecular Phylogeny of the Spoonbills (Aves: Threskiornithidae) based on mitochondrial DNA”. Zootaxa. 2603: 53—60. doi:10.11646/zootaxa.2603.1.2.
- Hu, Junhua; Hu, Huijian; Jiang, Zhigang (2010). „The impacts of climate change on the wintering distribution of an endangered migratory bird”. Oecologia. 164 (2): 555—565 hidotdgfhf. Bibcode:2010Oecol.164..555H. PMID 20677016. doi:10.1007/s00442-010-1732-z.
- Takano, Shigeki; Henmi, Yasuhisa (2012). „The influence of constructing a Shinkansen bridge on Black-Faced Spoonbills Platalea minor Wintering in Kyushu, Japan”. Ornithological Science. 11 (1): 21—28. doi:10.2326/osj.11.21.
- Wei Guo-An; Lei Fu-Min; Yin Zuo-Hua; Ding Chang-Qing; Ding Wen-Ning (2005). „Nesting and Disturbance of the Black-faced Spoonbill in Liaoning Province, China”. Waterbirds. 28 (4): 420—425. JSTOR 4132622. doi:10.1675/1524-4695(2005)28[420:nadotb]2.0.co;2. Непознати параметар |name-list-style= игнорисан (помоћ)
- Yih-Tsong Ueng; Jen-Jiun Perng; Jiang-Ping Wang; Jug-Hsuan Weng; Ping-Chun Lucy Hou (2007). „Diet of the Black-faced Spoonbill Wintering at Chiku Wetland in Southwestern Taiwan”. Waterbirds. 30 (1): 86—91. JSTOR 4132567. doi:10.1675/1524-4695(2007)030[0086:dotbsw]2.0.co;2. Непознати параметар |name-list-style= игнорисан (помоћ)
- Ueng, Yih-Tsong; Wang, Jiang-Ping; Hou, Ping-Chun Lucy (2007). „Predicting Population Trends of the Black-faced Spoonbill (Platalea minor)”. The Wilson Journal of Ornithology. 119 (2): 246—252. doi:10.1676/05-112.1.
- Chesser, R.Terry; Yeung, Carol K.L.; Yao, Cheng-Te; Tians, Xiu-Hua; Li Shou-Hsien (2010). „Molecular phylogeny of the spoonbills (Aves: Threskiornithidae) based on mitochondrial DNA”. Zootaxa. 2603 (2603): 53—60. ISSN 1175-5326. S2CID 33352904. doi:10.11646/zootaxa.2603.1.2.
- Vestjens, W. J. M. (1975). „Feeding behaviour of Spoonbills at Lake Cowal, NSW”. Emu. 75 (3): 132—136. Bibcode:1975EmuAO..75..132V. doi:10.1071/MU9750132.
- Kahl, M. Philip (februar 1987). „The Royal Spoonbill”. National Geographic. св. 171 бр. 2. стр. 281—284. ISSN 0027-9358. OCLC 643483454.
- Chesser, R.Terry; Yeung, Carol K.L.; Yao, Cheng-Te; Tians, Xiu-Hua; Li Shou-Hsien (2010). „Molecular phylogeny of the spoonbills (Aves: Threskiornithidae) based on mitochondrial DNA”. Zootaxa. 2603 (2603): 53—60. ISSN 1175-5326. doi:10.11646/zootaxa.2603.1.2.
- Slater, Peter (1970). A Field Guide to Australian Birds: Vol.1. Non-passerines. Adelaide: Rigby. стр. 225. ISBN 978-0-85179-102-9.
- Birds Australia (21. 12. 2005). „Yellow-billed Spoonbill”. Birds in Backyards. Sydney, New South Wales: Australian Museum. Архивирано из оригинала 06. 09. 2011. г. Приступљено 19. 8. 2011.
- Vestjens, W. J. M. (1975). „Feeding behaviour of Spoonbills at Lake Cowal, NSW”. Emu. 75 (3): 132—136. Bibcode:1975EmuAO..75..132V. doi:10.1071/MU9750132.
- Dumas, Jeannette V. 2000. Roseate Spoonbill (Platalea ajaja), The Birds of North America Online (A. Poole, Ed.). Ithaca: Cornell Lab of Ornithology. Retrieved 2009-11-12.
- Graham Jr., Frank (2001). „Birds: A Wing and a Prayer”. Audubon Magazine: 87—91.
- Quinn, Joe. „Huntington Beach State Park in Murrells Inlet, South Carolina: White Heron, Roseate Spoonbill, American Alligator”. Smithsonian Magazine. Архивирано из оригинала 09. 12. 2019. г. Приступљено 15. 07. 2020.
- Chesser, R.Terry; Yeung, Carol K.L.; Yao, Cheng-Te; Tians, Xiu-Hua; Li Shou-Hsien (2010). „Molecular phylogeny of the spoonbills (Aves: Threskiornithidae) based on mitochondrial DNA”. Zootaxa. 2603 (2603): 53—60. ISSN 1175-5326. doi:10.11646/zootaxa.2603.1.2.